# Ай-Фока (гора)
Ай-Фо́ка (укр. Ай-Фока, крымскотат. Ay Foka, Ай Фока - от греч. αγι(ος) Φοκας) — гора, названная в честь святого Фоки, покровителя садоводов и мореплавателей, южная оконечность хребта Голлер. Имеет плоскую вершину и изрытые яружные склоны. Находится в восточной части Южного берега Крыма, в междуречье рек Ворон и Шелен, у берега Черного моря, вблизи одноимённого мыса. Отграничивает восточную часть села Морское от долины реки Ворон. У южного подножья проходит автодорога P-29 (Алушта — Судак — Феодосия).

## Природа
Ландшафт Ай-Фока относится к горным крымским, низко и среднегорным смешаннолесным-склоновым ландшафтам, с бурыми горно-лесными и дерново-буроземными почвами, буково-сосновыми лесами, вулканическим низкогорьем с коричневыми почвами, с можжевелово-грабинниковыми дубовыми редколесьями, амфитеатроподобными прибрежными шибляками, можжевелово-дубовыми редколесьями, лесопарками, виноградниками.

## Археология
На юго-восточном склоне горы Ай-Фока расположен некрополь, обнаруженный археологическими раскопками М.А.Фронджуло в 1973 году. Захоронение обладает характерными признаками салтово-маяцких могильников Крымского полуострова IX-X веков. 
При могильнике обнаружены фрагменты расписанной штукатурки и развалы стен постройки, принадлежавшей разрушенному храму.

На отроге четвертичной террассы юго-западного склона горы Ай-Фока во время археологических разведок 1962 года обнаружено треугольное укрепление площадью 1500 кв.м. Во время археологических раскопок 1988 года, произведенных И.А.Барановым, обнаружены каменные ядра для пращи, что позволяет сделать вывод о том, что укрепление могло использоваться жителями Капсихора в качестве убежища.

В конце 1990-х годов в окрестностях горы археологи обнаружили фундаменты нескольких небольших храмов XVII—XVIII века.

## Галерея

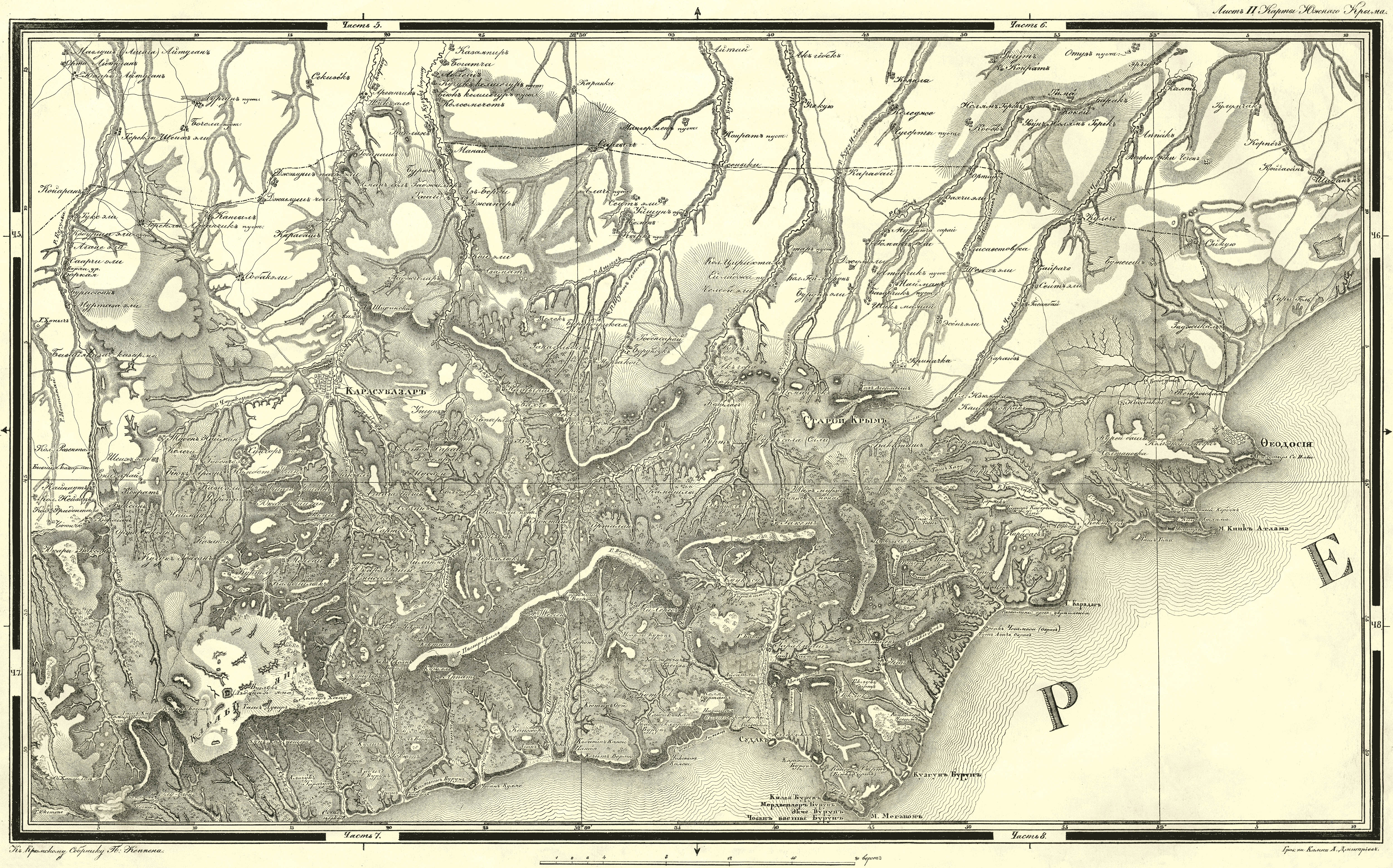
Гора Ай-Фока, лист 2 карты Южного Крыма к Крымскому сборнику Кеппена (1836)
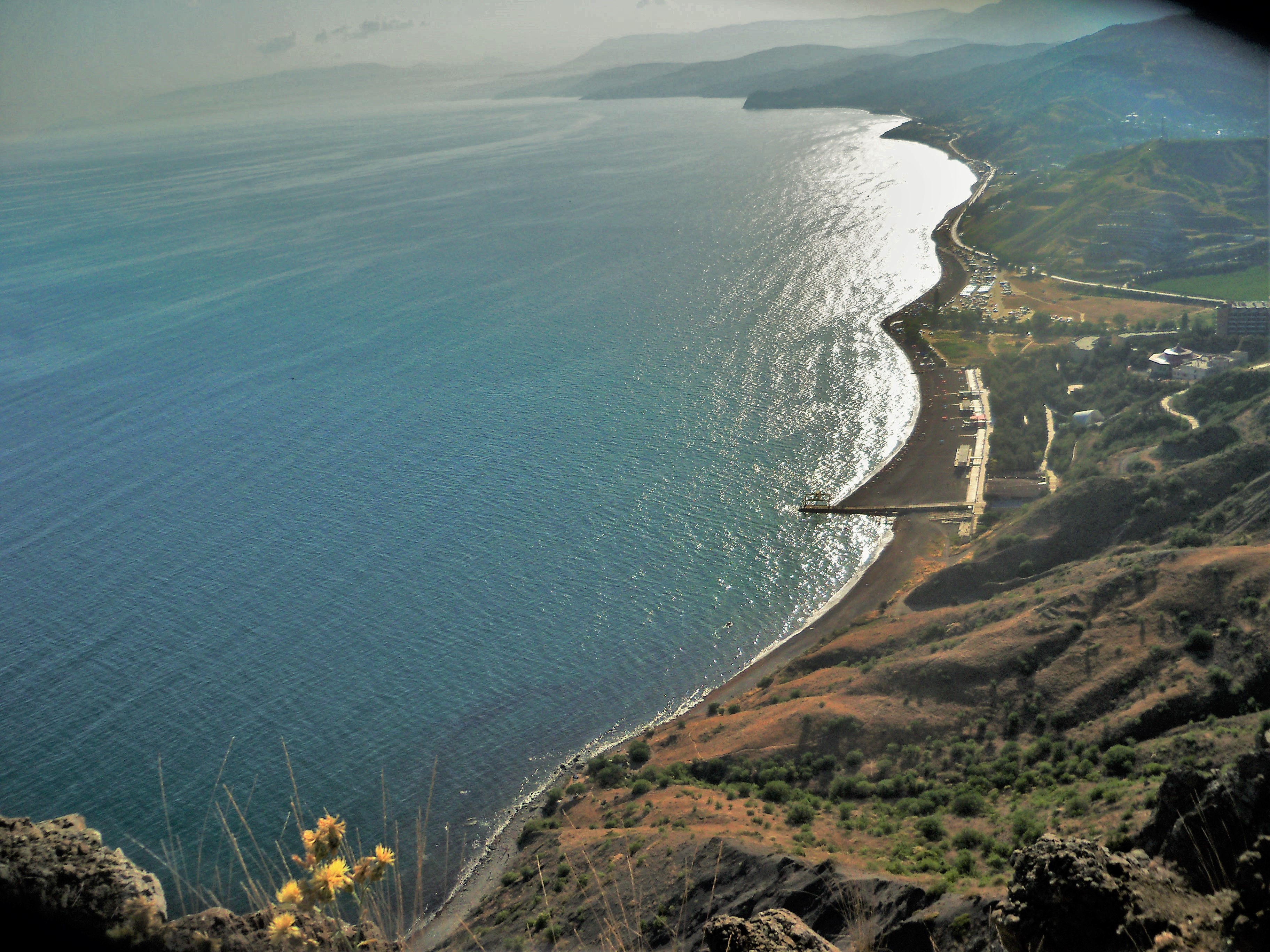
Вид на автодорогу Р29, пансионат «Солнечный Камень» и гору Ай-Фока с горы Папая-Кая
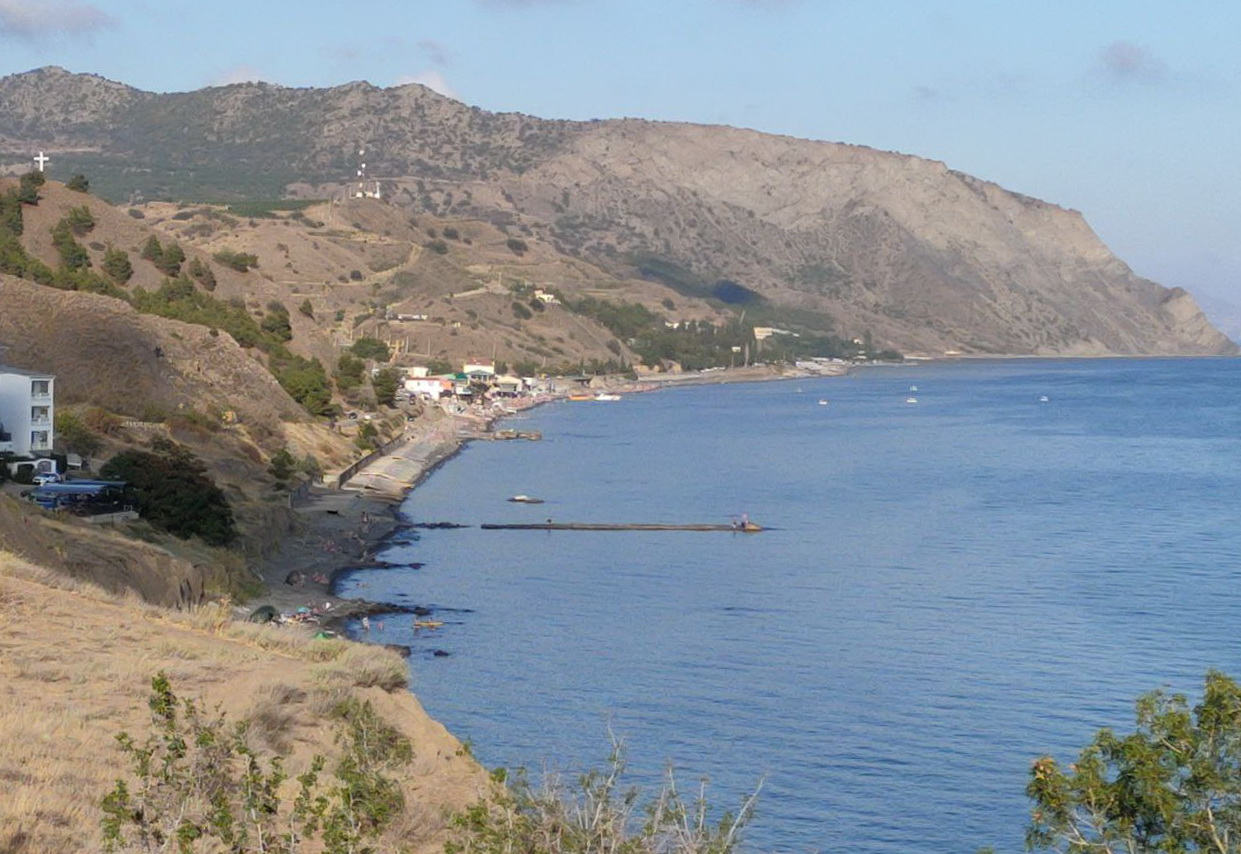
Капсихорская бухта, гора и мыс Ай-Фока со стороны мыса Партизанский
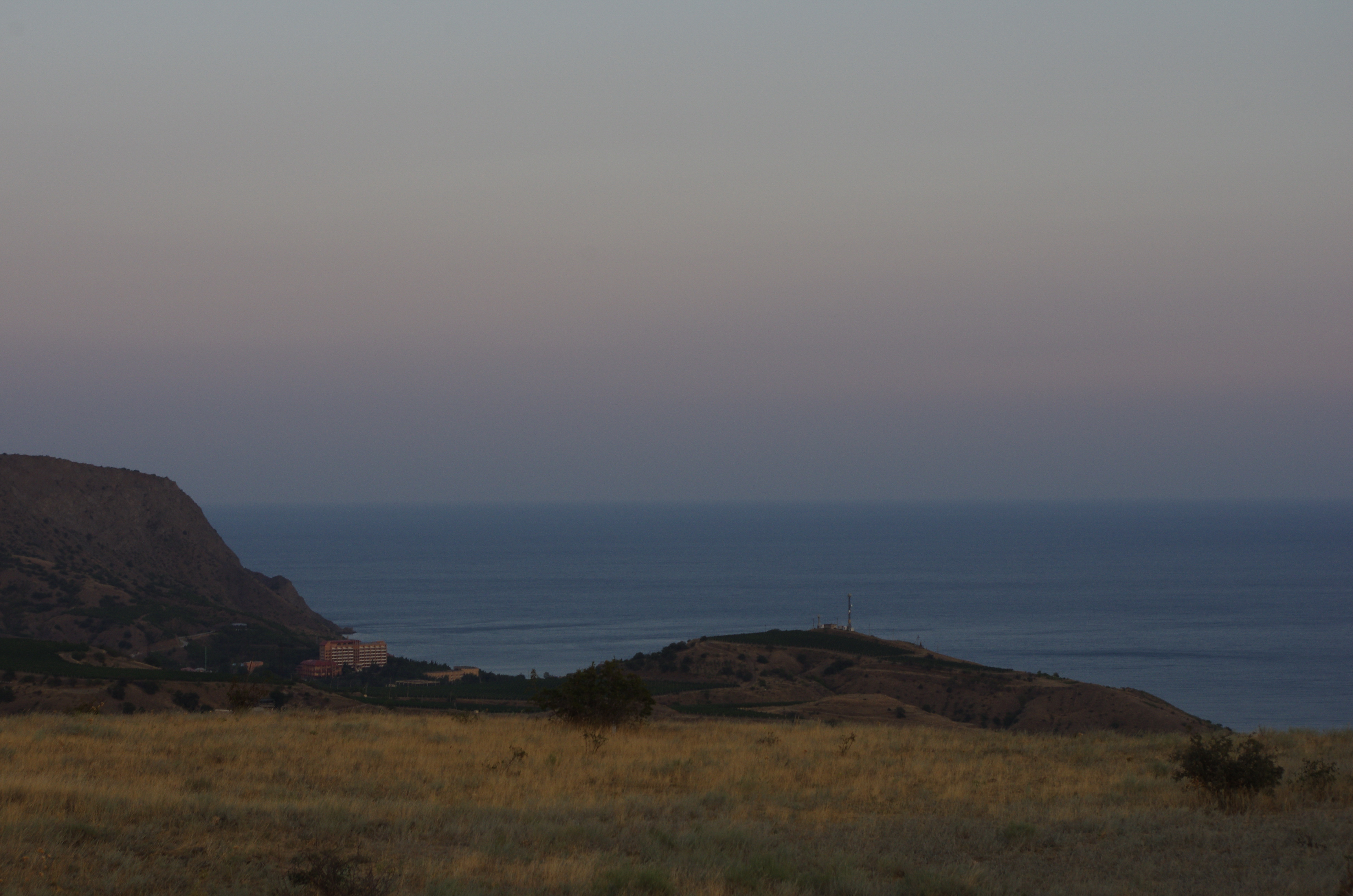
Гора Ай-Фока